# Alí Zitúní
Alí Zitúní (arabul: علي زيتوني; Tunisz, 1981. január 11. –) tunéziai válogatott labdarúgó.

## Pályafutása

### Klubcsapatban
1999 és 2007 között az Espérance de Tunis csapatában játszott, melynek tagjaként három alkalommal nyerte meg a tunéziai bajnokságot. A 2004–05-ös szezonban az Al-Ahlí, a 2005–06-os idényben a Troyes csapatában szerepelt kölcsönben. 2007 és 2012 között Törökországban az Antalyaspor játékosa volt. 2012-ben a Konyaspor, 2013-ban az Kartalspor csapatát erősítette.  2013 és 2014 között a Hammam Lif együttesében játszott. Később alacsonyabb osztályú török csapatokban szerepelt.

### A válogatottban
1999 és 2011 között 46 alkalommal szerepelt a tunéziai válogatottban és 14 gólt szerzett. Részt vett a 2000-es afrikai nemzetek kupáján, a 2002-es világbajnokságon és a 2004. évi nyári olimpiai játékokon

## Sikerei, díjai
Espérance de Tunis
- Tunéziai bajnok (3): 1999–2000, 2000–01, 2003–04

## Külső hivatkozások
- Alí Zitúní adatlapja a National-Football-Teams.com oldalon (angolul)

- Alí Zitúní (angol nyelven). FootballDatabase.eu
- Alí Zitúní (német nyelven). kicker.de
- Alí Zitúní adatlapja a worldfootball.net oldalon (angolul)
- Alí Zitúní profilja az Olympedia oldalán (angolul)